# Agroeca pratensis
Agroeca pratensis es una especie de araña araneomorfa del género Agroeca,  familia Liocranidae. Fue descrita científicamente por Emerton en 1890.
Se distribuye por Canadá y los Estados Unidos. La especie se mantiene activa durante todos los meses del año excepto en febrero.